# Leucauge amanica
Leucauge amanica là một loài nhện trong họ Tetragnathidae.
Loài này thuộc chi Leucauge. Leucauge amanica được Embrik Strand miêu tả năm 1907.